# 小行星16794
小行星16794（16794 Cucullia）是一颗绕太阳运转的小行星，为主小行星带小行星。该小行星于1997年2月2日发现。

## 轨道参数
小行星16794的轨道半长轴为3.2196022 UA，离心率为0.164。